# 藤本寛也
藤本 寛也（ふじもと かんや、1999年7月1日 - ）は、山梨県出身のサッカー選手。EFLチャンピオンシップ・バーミンガム・シティFC所属。ポジションはミッドフィールダー。

## 来歴
2018年、東京ヴェルディのユースからトップチームに昇格。2月25日、開幕戦のジェフユナイテッド市原・千葉戦で開幕スタメンに抜擢された。5月18日、第15節のファジアーノ岡山FC戦でプロ入り初得点を決めるも62分で雨天中止になった。残りの28分は、6月27日に行われ40日越しの得点が記録された。
2020年8月5日、ポルトガルリーグ1部のジル・ヴィセンテへの期限付き移籍が発表された。10月3日、CDサンタ・クララで途中出場から移籍後初出場を果たした。2021年2月9日、第18節のスポルティング戦で移籍後初ゴールを決めた。
2022年7月3日、期限付きで移籍をしていたジル・ヴィセンテに完全移籍が決まった。
2023年8月12日、ポルティモネンセSCとの開幕戦で2得点の活躍を見せた。
2025年7月6日、イングランドのバーミンガム・シティFCに3年契約で加入した。

## 所属クラブ
- アミーゴスFC
- FCヴァリエ都留
- 東京ヴェルディジュニア
- 2012年 - 2014年 東京ヴェルディジュニアユース (日野市立日野第一中学校)
- 2015年 - 2017年 東京ヴェルディユース (神奈川県立菅高校→中央高等学院)
  - 2017年  東京ヴェルディ1969（2種登録選手）
- 2018年 - 2022年6月  東京ヴェルディ1969
  - 2020年8月 - 2022年6月  ジル・ヴィセンテFC (期限付き移籍)
- 2022年7月 - 2025年6月  ジル・ヴィセンテFC
- 2025年7月 -  バーミンガム・シティFC

## 個人成績
| 国内大会個人成績 | 国内大会個人成績 | 国内大会個人成績 | 国内大会個人成績 | 国内大会個人成績 | 国内大会個人成績 | 国内大会個人成績 | 国内大会個人成績 | 国内大会個人成績 | 国内大会個人成績 | 国内大会個人成績 | 国内大会個人成績 |
| 年度             | クラブ           | 背番号           | リーグ           | リーグ戦         | リーグ戦         | リーグ杯         | リーグ杯         | オープン杯       | オープン杯       | 期間通算         | 期間通算         |
| 年度             | クラブ           | 背番号           | リーグ           | 出場             | 得点             | 出場             | 得点             | 出場             | 得点             | 出場             | 得点             |
| 日本             | 日本             | 日本             | 日本             | リーグ戦         | リーグ戦         | リーグ杯         | リーグ杯         | 天皇杯           | 天皇杯           | 期間通算         | 期間通算         |
| ---------------- | ---------------- | ---------------- | ---------------- | ---------------- | ---------------- | ---------------- | ---------------- | ---------------- | ---------------- | ---------------- | ---------------- |
| 2018             | 東京V            | 35               | J2               | 25               | 3                | -                | -                | 0                | 0                | 25               | 3                |
| 2019             | 東京V            | 4                | J2               | 16               | 0                | -                | -                | 1                | 0                | 17               | 0                |
| 2020             | 東京V            | 8                | J2               | 8                | 1                | -                | -                | -                | -                | 8                | 1                |
| ポルトガル       | ポルトガル       | ポルトガル       | ポルトガル       | リーグ戦         | リーグ戦         | リーグ杯         | リーグ杯         | ポルトガル杯     | ポルトガル杯     | 期間通算         | 期間通算         |
| 2020-21          | ジル・ヴィセンテ | 20               | プリメイラ       | 27               | 1                | 0                | 0                | 4                | 0                | 31               | 1                |
| 2021-22          | ジル・ヴィセンテ | 10               | プリメイラ       | 32               | 3                | 2                | 0                | 1                | 0                | 35               | 3                |
| 2022-23          | ジル・ヴィセンテ | 10               | プリメイラ       | 34               | 0                | 4                | 1                | 2                | 0                | 40               | 1                |
| 2023-24          | ジル・ヴィセンテ | 10               | プリメイラ       | 33               | 3                | 1                | 0                | 4                | 2                | 38               | 3                |
| 2024-25          | ジル・ヴィセンテ | 10               | プリメイラ       | 30               | 5                | 0                | 0                | 3                | 0                | 33               | 0                |
| 通算             | 日本             | 日本             | J2               | 49               | 4                | -                | -                | 1                | 0                | 50               | 4                |
| 通算             | ポルトガル       | ポルトガル       | プリメイラ       | 156              | 12               | 7                | 1                | 14               | 2                | 177              | 15               |
| 総通算           | 総通算           | 総通算           | 総通算           | 205              | 16               | 7                | 1                | 1                | 0                | 227              | 19               |

## 代表歴
- U-15日本代表
  - バル・ド・マルヌ U-16国際親善トーナメント（2014年）
- U-16日本代表
  - AFC U-16選手権（2014年）
  - U-16インターナショナルドリームカップ（2015年）
- U-17日本代表
  - サニックス杯国際ユースサッカー大会（2016年）
  - 国際ユースサッカーin新潟（2016年）
  - 第23回バツラフ・イェジェク国際ユーストーナメント（2016年）
- U-18日本代表
  - 第28回バレンティン・グラナトキン国際フットボールトーナメント（2015年）
  - コパ・デル・アトランティコ（2017年）
  - SBSカップ 国際ユースサッカー（2017年）
  - U19-Four Nations（2017年）
  - AFC U-19選手権・予選（2017年）
- U-19日本代表
  - U-19 International Tournament "Copa del Atlantico"（2018年）
  - ロシア遠征（2018年）
  - AFC U-19選手権（2018年）
- U-20日本代表
  - 欧州遠征（2019年）
  - FIFA U-20ワールドカップ（2019年）